# Aistė Smilgevičiūtė
Aistė Smilgevičiūtė (Plungė, 29 de outubro de 1977-) é uma cantora lituana. Ela canta  folk music, jazz, pop rock e outros tipos de música. Desde 1996 que Aistė tem sido membro da banda "Skylė". Rla também licenciou-se em Filologia Clássica na Universidade de Vilnius. 

## Festival Eurovisão da Canção
Aistė participou pela Lituânia no Festival Eurovisão da Canção 1999, que teve lugar em Israel, cantando uma moderna canção folk  "Strazdas" em samogiciano. A canção terminou em 20.º lugar, com 13 pontos.  

## Discografia
- Aistė po vandeniu (1996)
- Sakmė apie laumę Martyną (1996)
- Strazdas (1999, single)
- Tavo žvaigždė (2000, single)
- Babilonas (2000)
- Užupio himnas (2001)
- Nepamirštoms žvaigždėms (003)
- Povandeninės kronikos (007)
- Sapnų trofėjai (2009)
- Broliai (2010)
- Vilko Vartai (2015)
- Tilidūda (2016)
- Dūšelės (2016)